# Pseudaulacaspis manni
Pseudaulacaspis manni är en insektsart som först beskrevs av Green in Green och Mann 1907.  Pseudaulacaspis manni ingår i släktet Pseudaulacaspis och familjen pansarsköldlöss. Inga underarter finns listade i Catalogue of Life.